# Jaimee Fourlis
Jaimee Fourlis (født 17. september 1999 i Melbourne, Australien) er en professionel tennisspiller fra Australien.